# لشکر ۳۲ پیاده (ایالات متحده آمریکا)
لشکر ۳۲ پیاده (انگلیسی: 32nd Infantry Division) لشکر پیاده‌نظام نیروی زمینی ایالات متحده آمریکا است، که در سال ۱۹۱۷ تأسیس شد و در سال ۱۹۶۷ منحل گردید.
لشکر ۳۲ پیاده از واحدهای گارد ملی ارتش از ویسکانسین و میشیگان تشکیل شد و عمدتاً در طول جنگ جهانی اول و جنگ جهانی دوم جنگید. با ریشه‌هایی به عنوان تیپ آهنین در جنگ داخلی آمریکا، واحدهای اجدادی این لشکر به عنوان لشکر فک آهنین شناخته می‌شدند. در طول نبردهای سخت در فرانسه در جنگ جهانی اول، به زودی از فرانسوی‌ها لقب «لشکر مخوف» را دریافت کرد، که به شجاعت آن در پیشروی در زمینی اشاره داشت که دیگران نمی‌توانستند. این یگان، اولین لشکر متفقین بود که در خط دفاعی هیندنبورگ آلمان حفره‌ای ایجاد کرد، سپس لشکر ۳۲ علامت شانه خود را به دست آورد؛ خطی که با یک فلش قرمز از میان آن عبور می‌کرد تا نشان دهنده سرسختی آن در سوراخ کردن خط دشمن باشد. سپس به عنوان لشکر پیکان قرمز شناخته شد.
در طول جنگ جهانی دوم، این لشکر به خاطر بسیاری از «اولین‌ها» مورد تقدیر قرار گرفت. این یگان، اولین لشکر ایالات متحده بود که به عنوان یک واحد کامل در خارج از کشور مستقر شد و جزو اولین از هفت واحد نیروی زمینی ایالات متحده و سپاه تفنگداران دریایی ایالات متحده بود که در عملیات رزمی زمینی تهاجمی در طول سال ۱۹۴۲ شرکت کردند. این لشکر جزو اولین لشکرهایی بود که با دشمن درگیر شد و پس از تسلیم رسمی ژاپن، همچنان در حال جنگ با مواضع دشمن بود. لشکر ۳۲ در طول جنگ جهانی دوم در مجموع ۶۵۴ روز جنگ را ثبت کرد که بیشتر از هر لشکر دیگر ارتش ایالات متحده بود. این واحد در سال ۱۹۴۶ پس از انجام وظیفه اشغال در ژاپن غیرفعال شد.
در طول سال ۱۹۶۱، این لشکر برای یک دوره یک ساله خدمت در ایالت واشینگتن در طول بحران برلین فراخوانده شد. در سال ۱۹۶۷، لشکر ۳۲ پیاده (که اکنون کاملاً از واحدهای ویسکانسین تشکیل شده بود) غیرفعال شد و تا حدی به عنوان تیپ ۳۲ پیاده‌نظام، بزرگ‌ترین واحد گارد ملی ارتش ویسکانسین، سازماندهی مجدد شد.